# Ralph Hansch
Ralph Lawrence Hansch (Edmonton, 20 mei 1924 - Edmonton, 29 februari 2008) was een Canadees ijshockeydoelman. 
Hansch was lid van de Canadese ploeg die tijdens de Olympische Winterspelen 1952 in Oslo de gouden medaille won. 
Hansch was van beroep brandweerman.